# Simon Ushakov

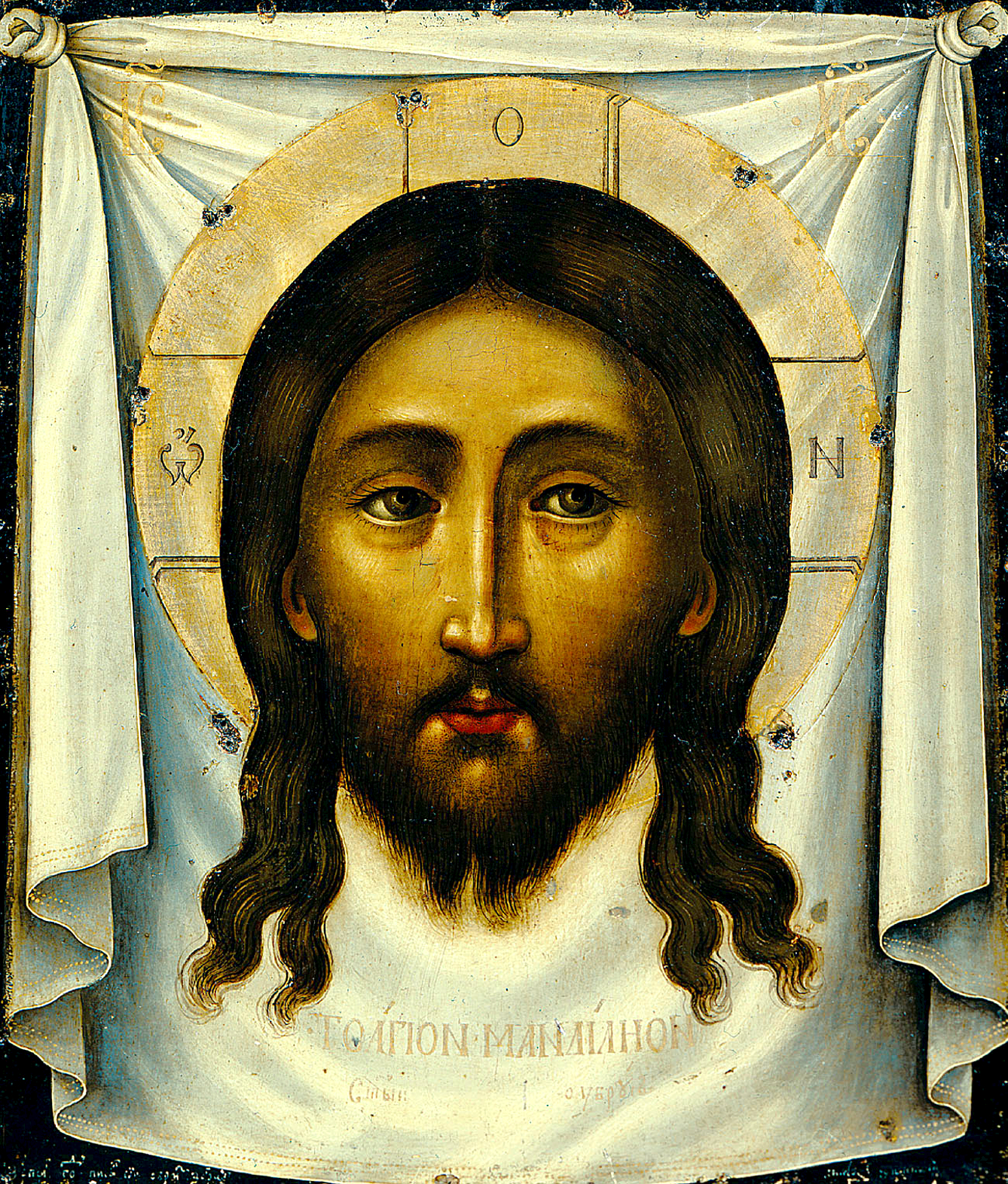
Salvador não feito por mãos, pintado para a Troitse-Sergiyeva Lavra em 1658

Simon (Pimen) Fyodorovich Ushakov (em russo: Симон (Пимен) Фёдорович Ушаков; c. 1626 – 25 de junho de 1686) foi um pintor de ícones russo.
Juntamente com Fyodor Zubov e Fyodor Rozhnov, ele está associado à reforma abrangente da Igreja Ortodoxa Russa empreendida pelo Patriarca Nikon. Ushakov também é creditado por popularizar o gênero de pintura de retrato secular na Rússia, conhecido como parsuna.

## Vida

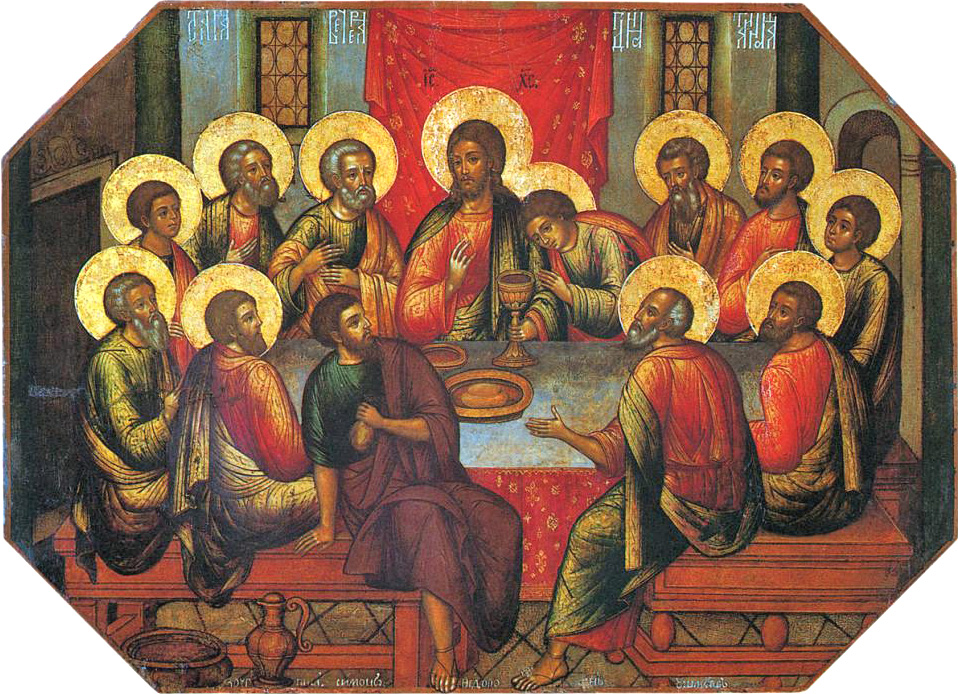
A Última Ceia, 1685

Quase nada se sabe sobre os primeiros anos de Simon Ushakov. Sua data de nascimento é deduzida a partir de sua inscrição em um de seus ícones: "No ano 7166 pintei este ícone, eu, Simon Ushakov, sendo 32 anos de idade".
Aos 22 anos, ele se tornou um artista remunerado da Câmara de Prata, afiliada ao armory prikaz. As cores vivas e frescas e as linhas curvas e elegantes de seus ícones proto-barrocos chamaram a atenção do Patriarca Nikon, que apresentou Simon ao czar Alexei Mikhailovich. Ele se tornou um grande favorito da família real e, em 1664, foi finalmente designado para o Arsenal do Kremlin, administrado por um boyar instruído chamado Bogdan Khitrovo.
Ushakov teve muitos alunos e associados, e chegou a publicar um breve tratado sobre pintura de ícones intitulado Uma Palavra a Quem Ama e É Meticuloso na Pintura de Ícones em 1664. Alguns dos padres russos mais conservadores, como o arquipreste Avvakum, consideravam suas obras "lascivas obras do diabo", pois eram ocidentais demais para seus gostos. Avvakum, em particular, alegava que Ushakov pintava seus "santos carnais" baseando-se em seu próprio aspecto corpulento. Mais tarde, estudiosos do século XIX consideraram Ushakov o responsável por iniciar o "declínio" da pintura de ícones.
Ushakov também executou encomendas seculares e produziu gravuras para ilustrações de livros. Em outras palavras, foi um dos primeiros pintores seculares na Rússia. Alguns de seus ícones, transportados para a Europa Ocidental, foram fundamentais para fomentar o interesse pela nascente pintura russa. Ele é considerado um pioneiro da influência ocidental na pintura de retratos e nas gravuras para livros.
Ele morreu em 25 de junho de 1686 em Moscou.

## Obras selecionadas

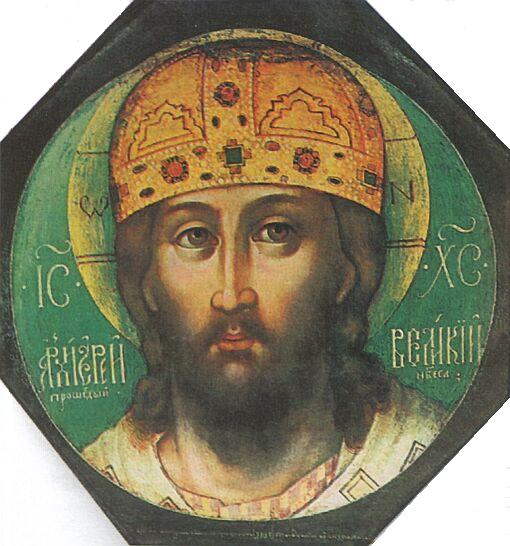
Cristo, o Grande Hierarca, Museu Histórico do Estado (1658)
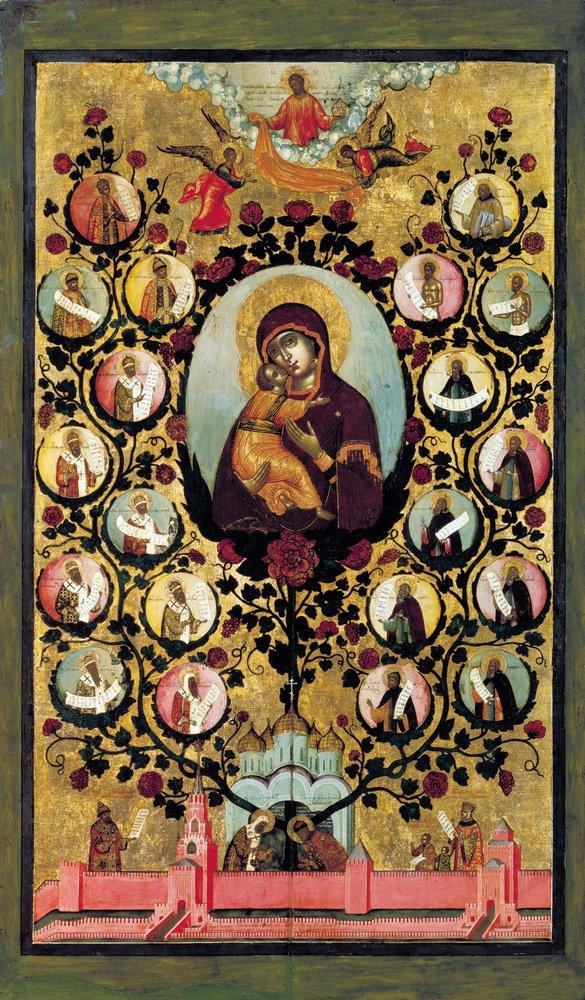
Nossa Senhora de Vladimir, Árvore do Estado Moscovita, Galeria Estatal Tretyakov (1668)
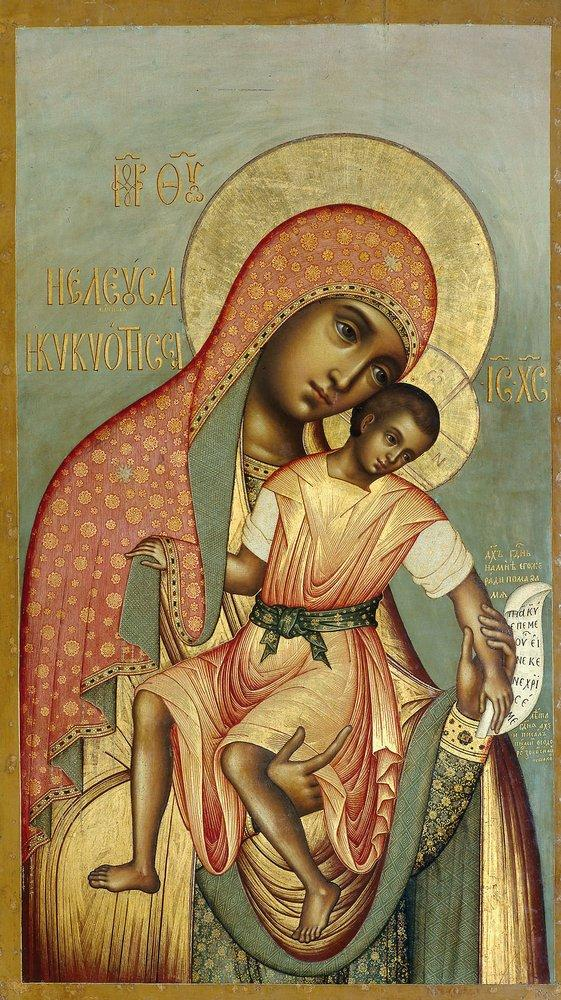
Nossa Senhora de Eleus, Galeria Estatal Tretyakov (1668)
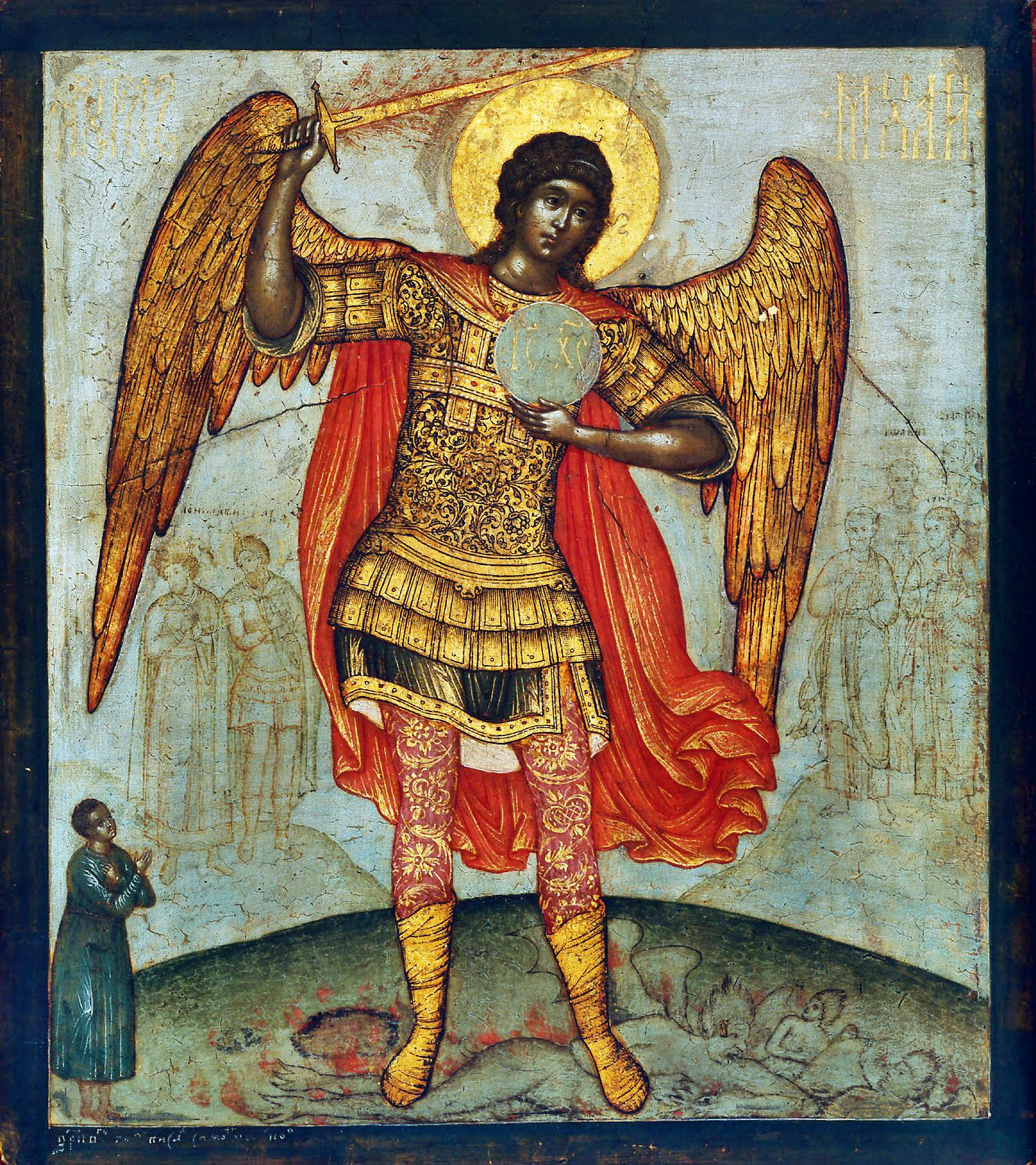
Arcanjo Miguel Pisoteando o Diabo sob os pés, Galeria Estadual Tretyakov (1676)
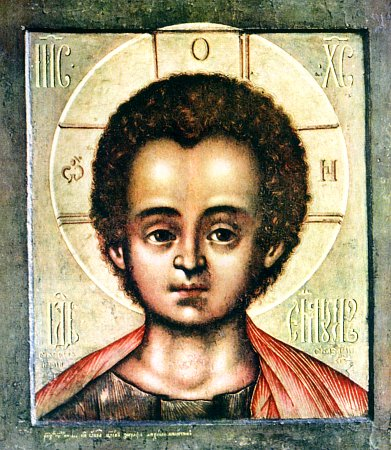
Cristo Emanuel, Museu Estatal Russo (1668)